# Đoàn Văn Thuận
Đoàn Văn Thuận (sinh 1929), bí danh Văn Tiến, là một tướng lĩnh trong Quân đội nhân dân Việt Nam, hàm Thiếu tướng, từng giữ các chức vụ: Hiệu trưởng Trường Trung cao cấp Phòng không, Hiệu trưởng Trường Sĩ quan Pháo Phòng không, Trưởng Khoa Phòng không Học viện Quân sự cấp cao Bộ Quốc phòng.

## Thân thế và sự nghiệp
Ông sinh ngày 7 tháng 7 năm 1929 quê tại xã Đức Tân, huyện Đức Thọ, tỉnh Hà Tĩnh.
Ngày 10 tháng 10 năm 1946, ông nhập ngũ là chiến sĩ bộ đội Việt kiều ở Thái Lan về Lào tham gia chiến đấu trong chiến khu Noọng Ổn, U Đon Thái Lan thuộc Bộ Tư lệnh Lào Miên.
Từ tháng 1 năm 1947, ông lần lượt giữ các chức vụ tiểu đội phó, tiểu đội trưởng chiến đấu ở chiến trường Phôn Hùng, Viên Chăn, Lào
Tháng 12.1947, trở về nước là tiểu đội trưởng thuộc Trung đoàn Quang Trung, Khu 4
Tháng 7.1948, quay trở lại Thái Lan, là tiểu đội trưởng, trung đội trưởng, đại đội phó trực thuộc Bộ Tư lệnh Tây Lào
Tháng 1.1951, đại đội trưởng Đại đội 198 thuộc Bộ Tư lệnh Tây Lào
Tháng 7.1954, cùng Đại đội tập kết tại huyện Thọ Xuân, Thanh Hóa.
Tháng 1 năm 1955, ông được cử giữ chức vụ tiểu đoàn phó Tiểu đoàn 1 Trung đoàn 83 Bộ binh thuộc Tổng đội Biên phòng rồi đi học chuyển loại binh chủng Pháo binh mặt đất ở Sơn Tây
Tháng 6.1956, tiểu đoàn phó Tiểu đoàn 10 Trung đoàn Pháo binh 58 Sư đoàn Pháo binh 335 Quân khu Tây Bắc (Quân khu 1 ngày nay)
Tháng 7.1956, đi học văn hóa và ngoại ngữ tại Trường Văn hóa Kiến An Hải Phòng và sau đó được cử đi học Pháo binh tại Trường Trung cao Pháo binh Thẩm Dương, Trung Quốc rồi học đào tạo cán bộ Pháo binh cấp Trung đoàn
Tháng 9.1959, trở về nước và được cử giữ chức vụ tiểu đoàn trưởng Tiểu đoàn Pháo binh 21 Trung đoàn Pháo binh 168 Quân khu Tây Bắc
Tháng 9.1963, Tham mưu trưởng Lữ đoàn Pháo binh 335 rồi Tham mưu trưởng, Trung đoàn phó Trung đoàn 158 Quân khu Tây Bắc.
Tháng 1 năm1965, ông được bổ nhiệm giữ chức vụ trung đoàn trưởng Trung đoàn Pháo binh 168 Sư đoàn Pháo binh 335
Tháng 5.1966, Trung đoàn trưởng Trung đoàn Tên lửa 267 Quân chủng Phòng không Không quân tham gia chiến đấu bảo vệ bầu trời Hà Nội, Hải Phòng. Đi học bổ túc cán bộ Trung đoàn Tên lửa Phòng không tại Trường Sĩ quan Phòng không Quân chủng Phòng không Không quân
Tháng 9.1968, Trung đoàn trưởng Trung đoàn Tên lửa Phòng không 267 Sư đoàn Phòng không 267, Quân chủng Phòng không Không quân;
Tháng 10.1970, Tham mưu trưởng Sư đoàn Phòng không 367
Tháng 7.1971, Phó Tư lệnh Sư đoàn Phòng không cửa khẩu 377
Tháng 7.1973, Phó Tư lệnh Sư đoàn Phòng không 363
Tháng 2.1974, Tư lệnh Sư đoàn Phòng không 363 rồi đi học bổ túc cao cấp Học viện Phòng không Ô-đéc-xa ở Liên Xô. 
Tháng 8 năm 1976 ông được cử giữ chức vụ Sư đoàn trưởng Sư đoàn Phòng không 367 và được cử đi học tại Học viện Quân sự Cao cấp của Bộ Quốc phòng
Tháng 4.1979, được bổ nhiệm giữ chức vụ Sư đoàn trưởng Sư đoàn Phòng không 377, Đảng ủy viên Đảng ủy Quân chủng
Tháng 11.1980, Hiệu trưởng Trường Sĩ quan Pháo Phòng không Quân chủng Phòng không
Tháng 7.1981, Trưởng Khoa Phòng không Học viện Quân sự cấp cao Bộ Quốc phòng
Tháng 7.1982, Hiệu trưởng Trường Sĩ quan Pháo Phòng không Quân chủng Phòng không
Tháng 4.1987, Hiệu trưởng Trường Trung Cao cấp Phòng không, Đảng ủy viên Quân chủng
- Thiếu tướng (12.1985).

- Tháng 3 năm 1994, ông nghỉ hưu.

Từ 1997 đến 2002 là Thường vụ Hội Cựu chiến binh phường Khương Trung và Thường vụ Hội Cựu chiến binh quận Thanh Xuân, thành phố Hà Nội.

## Khen thưởng
• Huân chương Quân công (hạng Nhì, Ba)
• Huân chương Chiến công hạng Ba
• Huân chương Chiến thắng (chống Pháp) hạng Nhất
• Huân chương Kháng chiến chống Mỹ hạng Nhất
• Huân chương Chiến sĩ vẻ vang (hạng Nhất, Nhì, Ba)
• Huân chương Tự do hạng Nhất của Chính phủ Lào
• Huân chương của Chính phủ Cam-pu-chia
• Huy chương Quân kỳ quyết thắng
• Huy hiệu 40 và 50 năm tuổi Đảng.